# 九条流
九条流（くじょうりゅう）とは、藤原北家の
1. 藤原師輔（兼通も含む）の子孫を表す用語、及び同一族に伝えられた有職故実の流派。
2. 藤原忠通の六男・九条兼実を祖とする家系。

## 藤原北家九条流と九条流故実
藤原師輔は関白藤原忠平の次男に生まれ、右大臣にまで昇進したものの兄実頼（小野宮流）の存在のために摂政関白になることなく終わった。だが、有力政治家の一人として子孫のために『九条年中行事』という朝廷内の礼儀やしきたりを纏めた書物を残した。
師輔の子孫は女子に恵まれて冷泉天皇から後冷泉天皇までの実に8代にわたる天皇の外戚となって摂政関白の地位を独占した。特に藤原道長・頼通父子は前後70年にわたって宮廷政治を支配して摂関政治の全盛期を築き、その子孫は御堂流と呼ばれて代々摂政関白と藤氏長者の地位を継承した。その際に『九条年中行事』に基づいて宮廷儀式を遂行して、しきたりを重視する宮廷社会において他家に対して優位な立場に立つ事を図ったと言う。

### 系譜
```
　　　　 
師輔

　　　　　┣━━━┳━━━┳━━━┳━━━┳━━━┳━━━┳━━━┳━━━┳━━━┳━━━┳━━━┳━━━┳━━━┳━━━┓
　　　　 
伊尹
　　
兼通
　　
兼家
　　
遠量
　　
忠君
　　
遠度
　　
高光
　　
為光
　　
尋禅
　　
公季
　　
安子
　　
登子
　　
愛宮
　　
怤子
　　
繁子

　　　　　┏━━━┳━━━╋━━━┳━━━┳━━━┳━━━┳━━━┳━━━┓
　　　　 
道隆
　　
道綱
　　
道兼
　　
道義
　　
道長
　　
兼俊
　　
超子
　　
詮子
　　
綏子

　　　　　　　　　　　　　　　　　　　　　｜
　　　　　　　　　　　　　　　　　　　（4代略）
　　　　　　　　　　　　　　　　　　　　　｜
　　　　　　　　　　　　　　　　　　　　 
忠通

　　　　　　　　　　　　　　　　　　　　　｜
　　　　　　　　　　　　　　　　　　　　 
兼実
```

## 九条流摂家と近衛流摂家
藤原忠通（道長の来孫）の六男・九条兼実を祖とする公家の家系を九条流という。その孫道家の3子教実・良実・実経はそれぞれ藤氏長者となり、九条家・二条家・一条家の祖となったため、以後はこの3摂家のことを総称して九条流摂家という。
同様に、藤原忠通の四男・近衛基実を祖とする家系を近衛流といい、その孫家実の2子兼経・兼平もそれぞれ藤氏長者となり、近衛家・鷹司家の祖となったため、以後はこの2摂家のことを総称して近衛流摂家という。
なお、九条兼実を祖とする九条流の九条家と、それが九条・二条・一条の3家に分裂した以後の九条家を区別するために、史家は後者のことをあえて「後九条家」と呼ぶこともあるが、これはあくまで用途が限られた便宜上の用語であって、歴史上そうした名称を九条家が使ったことも使われたこともない。近衛基実を祖とする近衛流の近衛家と、それが近衛・鷹司の2家に分裂した以後の近衛家を区別するために、史家は後者のことをあえて「後近衛家」と呼ぶこともあるのも同様である。